# Soós Lajos (bűnöző)
Soós Lajos (Tiszaörs, 1943. szeptember 18. – Budapest, 1980. október 1.) bűnöző, akit a rendszerváltás előtti évtizedek legjelentősebb köztörvényes bűnözőjeként tart számon a magyar közvélemény. Polgári foglalkozása gépkocsivezető volt, de inkább vagyon elleni bűncselekményekből tartotta fenn magát, s így keveredett gyilkosságokba.

## Életútja
Soós Lajos nevéhez az 1979. július 9-én, tettestársaival elkövetett rendőrgyilkosságot kapcsolják, ám ekkor már hosszú priusszal rendelkezett. Általános iskolai tanulmányait az 5. osztály elvégzésével befejezte, ezt követően kisebb vagyon elleni bűncselekményeket követett el. Ezekért tizenkét évet töltött börtönben.
1963 júliusában egy betöréses lopás után Varga Lászlóval az úszni nem tudó harmadik társukat a Dunába fojtották, mert attól tartottak, az majd lebuktatja őket. (Első áldozatáról Soós maga vallott a rendőrgyilkosság után, emiatt azonban nem emeltek vádat ellenük, mert a holttestet nem tudták azonosítani, vélhetően Moskolák István volt az.) 1968 májusában a 24 éves Pataki Károly pénzügyőrrel végeztek, 1972-ben pedig özvegy Farkas Józsefné ellen követtek el társaival rablógyilkosságot. A rendőrgyilkosság főpróbájaként 1979. június 23-án egy vecsési vendéglátóhelyen megismerkedtek Borai Lajossal, majd az autójukba utasként beszálló ittas embert kirabolták, utána pedig az Üllő felé vezető út mellett megölték, majd elásták.
A rendőrgyilkosság elkövetésének indítéka (a pénzügyőr megölésének okához hasonlóan) egy későbbi postarabláshoz szükséges fegyver megszerzése volt. Ebben a bűncselekményben Soós bűntársai a sopronkőhidai börtönben megismert György József és az István Kórházban vele együtt dolgozó Németh István volt (akik Borai meggyilkolásában is részt vettek). 1979. július 9-én a hajnali órákban Soós gépkocsijával megközelítették a XVIII. kerületben, az Üllői úton (akkor Vörös Hadsereg útja, a Steinmetz-szobor mellett) fegyveres szolgálatot teljesítő Gyulai Károly főtörzsőrmester őrbódéját, majd kocsijuk műszaki hibáját színlelve hajnali kettőkor az autóhoz csalták, Soós pedig egy féltengellyel hátulról leütötte a rendőrt. A pisztolyát elvették, ám az őrbódéban nem találták meg gépfegyverét. A csomagtartóba helyezett áldozatot távolabb akarták eltemetni, de útközben észrevették, hogy még él. Ekkor félreálltak, Soós Lajos az acélrúddal tovább verte a magatehetetlen egyenruhást, majd átvágta a torkát. A testet egy közeli kukoricásban ásták el.
A rendőr eltűnése után a kor legnagyobb összehangolt kutatását hajtották végre, a munkásőrség bevonásával. Hamar fény derült a bűncselekményre, megtalálták a holttestet, és rajta a gépkocsiról származó festéknyomokat, majd rengeteg autót kiszűrve megtalálták Soós gépkocsiját. Megtalálták az elkövetéshez használt féltengelyt, és az elrejtett pisztolyt is, végül 1979. október 8-án tartóztatták le Soóst (ekkorra már György, Németh és Varga is letartóztatásban voltak). A megindított büntetőeljárás során a korábbi bűncselekményei is napvilágra kerültek. Soós védekezésként kezdetben elmebetegnek tettette magát, de az elmekórtani vizsgálat kimutatta, nemhogy nem gyengeelméjű, de iskolázottságánál messze magasabb szellemi színvonalon áll.
A Magyar Népköztársaság nevében eljáró Pálinkás György büntetőbíró Soós Lajost és György Józsefet kötél általi halálra ítélte, 1980. október 1-jén mindkettőjüket felakasztották.
(Az 1980-as években nem volt tényleges életfogytiglani büntetés, ezért a harmadrendű vádlottat, Németh Istvánt, aki az elkövetés időpontjában 19 éves volt, életfogytiglani fegyházbüntetésre ítélték. A korabeli Btk. minden életfogytosnak megadta a 20 év utáni feltételes szabadságra bocsátás lehetőségét, amit Németh 2000-ben kapott meg, 10 év próbaidővel. Varga Lászlót 15 év fegyházra ítélték.)